# Synagogue de Rouffach
La synagogue de Rouffach est un monument historique situé à Rouffach, dans le département français du Haut-Rhin.

## Localisation
Ce bâtiment est situé au 8, rue Ullin à Rouffach.

## Historique
La synagogue compte parmi les plus anciennes synagogue d'Europe. Elle a été édifiée vers 1290 mais son utilisation cultuelle a cessé moins de cinquante ans plus tard puisque les juifs de Rouffach furent exterminés ou expulsés en 1338. Le bâtiment converti en ferme sera rendu habitable vers 1500 et surbâti en 1905. Toutefois les parties conservées permettent encore d'apprécier la structure de la synagogue médiévale.
Il reste peu de choses sur le plan matériel des quatorze siècles de présence des Juifs en France jusqu'au XIVe siècle : un bâtiment juif (la Maison sublime) enfoui sous le palais de justice de Rouen,,, cette maison qui fut une synagogue au XIIIe siècle à Rouffach, un mikveh de la même époque à Strasbourg (au 19 de la rue des Juifs), un autre à Montpellier et des stèles juives visibles notamment au musée de Cluny à Paris.
L'édifice a fait l'objet d'un classement au titre des monuments historiques par arrêté du 23 mars 1921,.
En 2020, les propriétaires du bâtiment actuellement habité acceptent la réalisation d’un relevé de la construction. L'histoire peut alors en être mieux connue dans le cadre d'un projet pour un mémoire de master de la filière Conservation du patrimoine de l’université Otto-Friedrich de Bamberg. Par analyse dendrochronologique, il apparaît que la synagogue a été construite dans la deuxième moitié du XIIIe siècle et serait donc un des plus anciens bâtiments juifs conservés en Europe. 
Selon des sources écrites, le pogrom dévastateur de 1338 a marqué la fin de la communauté juive de Rouffach. Le bâtiment est devenu une maison d'habitation au XVe siècle.
Des tags antisémites ont été découverts le samedi 28 août 2021 sur le mur d'enceinte extérieur du cimetière de Rouffach. Le mur d'une grange attenante avait aussi été dégradé.
Le bâtiment de l'ancienne synagogue a été mis en vente par ses propriétaires en juillet 2025, mais les associations de sauvegarde du Patrimoine juif d'Alsace tentent de mobiliser pouvoirs publics et mécènes pour rendre ce trésor historique accessible au public,.
Trois associations du Grand-Est : La Maison du Judaïsme Rhénan, la Société d'histoire des Israélites d'Alsace et de Lorraine et la Route du judaïsme rhénan alertent sur la nécessaire sauvegarde du patrimoine juif et, de ce fait, s'inquiètent de la vente de la synagogue de Rouffach.
Déjà dans le domaine privé, cette vente inquiète de la perte d'un patrimoine rare, un édifice datant de 1290, seul édifice médiéval Ashkénaze de France et d'Europe avec la synagogue de Prague.

## Architecture
Le plan de la synagogue est en forme de rectangle orienté d’ouest en est et légèrement allongé de dimensions extérieures 11,3 mètres sur 12,7 mètres. Les murs maçonnés sont épais de 70 à 80 centimètres. 